# Mesterholdenes Europa Cup i håndbold 1992-93 (mænd)
Mesterholdenes Europa Cup i håndbold 1992–93 for mænd var den 33. udgave af Mesterholdenes Europa Cup i håndbold for mænd og den sidste udgave under dette navn, eftersom turneringen næste sæson blev relanceret under navnet EHF Champions League. Turneringen havde deltagelse af 33 klubhold, som sæsonen forinden var blevet nationale mestre, samt de kroatiske sølvvindere fra RK Zamet, eftersom det kroatiske mesterhold, Badel Zagreb, i forvejen var kvalificeret til turneringen som forsvarende mester. Den blev afviklet som en cupturnering, hvor opgørene blev afgjort over to kampe (ude og hjemme).
Turneringen blev vundet af Badel Zagreb, som i finalen over to kampe besejrede SG Wallau-Massenheim fra Tyskland med 40-39. Det var anden gang, at Badel Zagreb vandt Mesterholdenes Europa Cup – første gang var i sæsonen 1991-92.
Danmarks repræsentant i turneringen var GOG, som blev slået ud i kvartfinalen af FC Barcelona, som vandt med 49-34 over to kampe.

## Resultater

### 1/32-finaler
| Dato   | Dato   | Hjemmehold i 1. kamp     | Udehold i 1. kamp | Resultat | Resultat | Resultat |
| 1.kamp | 2.kamp | Hjemmehold i 1. kamp     | Udehold i 1. kamp | Samlet   | 1.kamp   | 2.kamp   |
| ------ | ------ | ------------------------ | ----------------- | -------- | -------- | -------- |
| ?      | ?      | RK Celje Pivovarna Laško | RK Zamet          | ?–?      | ?-?      | ?-?      |
| ?      | ?      | Tryst 77 HC              | Kyndil            | ?–?      | ?-?      | ?-?      |

### 1/16-finaler
| Dato   | Dato   | Hjemmehold i 1. kamp | Udehold i 1. kamp        | Resultat | Resultat | Resultat |
| 1.kamp | 2.kamp | Hjemmehold i 1. kamp | Udehold i 1. kamp        | Samlet   | 1.kamp   | 2.kamp   |
| ------ | ------ | -------------------- | ------------------------ | -------- | -------- | -------- |
| ?      | ?      | Badel Zagreb         | RK Celje Pivovarna Laško | ?–?      | ?-?      | ?-?      |
| ?      | ?      | Maccabi              | HB Dudalange             | ?–?      | ?-?      | ?-?      |
| ?      | ?      | Académico BC         | Pfadi Winterthur         | 43–41    | 20-18    | 23-23    |
| ?      | ?      | SSV Forst Brixen     | Haka E&O HV              | ?–?      | ?-?      | ?-?      |
| ?      | ?      | Olse Merksem HC      | HB Vénissieux 85         | ?–?      | ?-?      | ?-?      |
| ?      | ?      | RK Granitas          | Shevardeni Tbilisi       | ?–?      | ?-?      | ?-?      |
| ?      | ?      | Budapesti Elektromos | Belasitsa Petrich        | ?–?      | ?-?      | ?-?      |
| ?      | ?      | SKIF Krasnodar       | HK Dio                   | ?–?      | ?-?      | ?-?      |
| 26.9.  | ?      | Urædd IF             | GOG                      | ?–?      | 23-25    | ?-?      |
| ?      | ?      | GSK Wybrzeże         | SKA Kiev                 | ?–?      | ?-?      | ?-?      |
| ?      | ?      | HC Dukla Praha       | Halkbank Ankara          | ?–?      | ?-?      | ?-?      |
| 25.9.  | 2.10.  | FC Barcelona         | AS Ionikos               | 61–26    | 34-11    | 27-15    |
| 26.9.  | ?      | Ystads IF            | BK-46                    | 44–43    | 23-19    | 21-24    |
| 25.9.  | 2.10.  | Kyndil               | FH                       | 40–56    | 20-27    | 20-29    |
| ?      | ?      | SPE Strovolou        | CS Universitatea Craiova | ?–?      | ?-?      | ?-?      |
| ?      | ?      | UHK Volksbank Wien   | SG Wallau-Massenheim     | 37–55    | 19-20    | 18-35    |

### 1/8-finaler
| Dato   | Dato   | Hjemmehold i 1. kamp | Udehold i 1. kamp        | Resultat | Resultat | Resultat |
| 1.kamp | 2.kamp | Hjemmehold i 1. kamp | Udehold i 1. kamp        | Samlet   | 1.kamp   | 2.kamp   |
| ------ | ------ | -------------------- | ------------------------ | -------- | -------- | -------- |
| ?      | ?      | Badel Zagreb         | Maccabi                  | 62–44    | 30-24    | 32-20    |
| ?      | ?      | Académico BC         | SSV Forst Brixen         | 45–38    | 25-16    | 20-22    |
| ?      | ?      | HB Vénissieux 85     | RK Granitas              | 46–41    | 26-17    | 20-24    |
| ?      | ?      | Budapesti Elektromos | SKIF Krasnodar           | 49–42    | 22-24    | 27-18    |
| ?      | ?      | GOG                  | SKA Kiev                 | 59–47    | 40-18    | 19-29    |
| 8.11.  | 15.11. | FC Barcelona         | HC Dukla Praha           | 54–42    | 32-19    | 22-23    |
| 7.11.  | 8.11.  | FH                   | Ystads IF                | 56–48    | 28-26    | 28-22    |
| ?      | ?      | SG Wallau-Massenheim | CS Universitatea Craiova | 47–43    | 24-15    | 23-28    |

### Kvartfinaler
| Dato   | Dato   | Hjemmehold i 1. kamp | Udehold i 1. kamp    | Resultat | Resultat | Resultat |
| 1.kamp | 2.kamp | Hjemmehold i 1. kamp | Udehold i 1. kamp    | Samlet   | 1.kamp   | 2.kamp   |
| ------ | ------ | -------------------- | -------------------- | -------- | -------- | -------- |
| ?      | ?      | Badel Zagreb         | Académico BC         | 47–43    | 26-21    | 21-22    |
| ?      | ?      | HB Vénissieux 85     | Budapesti Elektromos | 42–41    | 20-14    | 22-27    |
| 10.1.  | 17.1.  | FC Barcelona         | GOG                  | 49–34    | 27-13    | 22-21    |
| 10.1.  | 17.1.  | SG Wallau-Massenheim | FH                   | 49–43    | 30-24    | 19-19    |

### Semifinaler
| Dato   | Dato   | Hjemmehold i 1. kamp | Udehold i 1. kamp | Resultat | Resultat | Resultat |
| 1.kamp | 2.kamp | Hjemmehold i 1. kamp | Udehold i 1. kamp | Samlet   | 1.kamp   | 2.kamp   |
| ------ | ------ | -------------------- | ----------------- | -------- | -------- | -------- |
| ?      | ?      | HB Vénissieux 85     | Badel Zagreb      | 37–50    | 19-23    | 18-27    |
| 25.4.  | ?      | SG Wallau-Massenheim | FC Barcelona      | 46–45    | 24-20    | 22-25    |

### Finale
| Dato   | Dato   | Hjemmehold i 1. kamp | Udehold i 1. kamp    | Resultat | Resultat | Resultat |
| 1.kamp | 2.kamp | Hjemmehold i 1. kamp | Udehold i 1. kamp    | Samlet   | 1.kamp   | 2.kamp   |
| ------ | ------ | -------------------- | -------------------- | -------- | -------- | -------- |
| 23.5.  | 30.5.  | Badel Zagreb         | SG Wallau-Massenheim | 40–39    | 22-17    | 18-22    |